# 天峻站 (老站)
天峻站位于青海省海西蒙古族藏族自治州天峻县新源镇，是青藏铁路的一座车站，距离西宁站307公里，于1979年启用，现由青藏铁路公司营运。车站曾为四等站，办理旅客乘降和行包托运。车站同时承担货运业务，2014年因新关角隧道启用而废弃。